# Kingdom
|  | Per a altres significats, vegeu «Kingdom (sèrie de televisió)». |

Kingdom és el 6º àlbum d'estudi de la cantant Koda Kumi llançat després del senzillanytime el 30 de gener de 2008. Aquest àlbum ix en 3 versions diferents: normal (CD), limitada de CD I DVD i una extra que contenia dos DVD en el qual el segon mostrava el Tour PREMIUM LIMITED IN HALL.
Aquest material ven un total de 505,824 còpies degut tal vegada que per eixes dates molts artistes trauen a la venda material.

## Portada
Aquest àlbum mostrava a Kumi en una faceta de Reina del Joc, perquè en el booklet els motius com cartes de poker abundaven, així com les fotos de Koda sostenint aquestes. Prenent açò parteix de la mercaderia d'aquest àlbum va ser un joc de cartes de pòker.

## Llista de Temes

### CD
| Núm. | Títol                                                                      | Durada |
| ---- | -------------------------------------------------------------------------- | ------ |
| 1.   | «Introduction for Kingdom»                                                 | 1:40   |
| 2.   | «Last Angel feat. 東方神起»                                                | 3:48   |
| 3.   | «甘い罠 (Amai Wana; Sweet Trap)»                                           | 3:58   |
| 4.   | «秘密 (Himitsu; Secret)»                                                   | 4:23   |
| 5.   | «愛のうた (Ai No Uta; Love Song)»                                          | 4:51   |
| 6.   | «Anytime»                                                                  | 4:09   |
| 7.   | «Under»                                                                    | 3:39   |
| 8.   | «But»                                                                      | 3:37   |
| 9.   | «恋の魔法 (Koi No Mahō; The Magic of Love)»                                | 4:32   |
| 10.  | «愛証 (Aishō; The Proof of Love)»                                          | 3:52   |
| 11.  | «あなたがしてくれたこと (Anata Ga Shite Kureta Koto; What You Did for Me)» | 4:11   |
| 12.  | «Wonderland»                                                               | 3:27   |
| 13.  | «Freaky»                                                                   | 3:18   |
| 14.  | «More»                                                                     | 3:11   |
| 15.  | «Black Cherry»                                                             | 2:59   |

### DVD 1
1. Introduction For Kingdom
2. Anytime (PV・Album version)
3. Freaky
4. Under (PV)
5. Koi no Mahō (恋の魔法; The Magic of Love) (PV)
6. Himitsu (秘密; Secret)
7. Ai no Uta (愛のうた; Love Song) (PV・Album version)
8. More (PV)
9. Amai Wana (甘い罠) (PV)
10. Aishō (愛証; The Proof of Love) (PV)
11. Anata ga Shite Kureta Koto (あなたがしてくれたこと; What You Did For Me) (PV)
12. Wonderland
13. Run for Your Life (PV)
14. But
15. Last Angel feat. Tohoshinki (PV)
16. Black Cherry (PV)

### DVD 2
Note: Este DVD només ve amb la Versió Limitada.
1. Cherry Girl
2. But
3. Won't Be Long
4. Someday
5. You
6. Hands
7. More
8. Your Song
9. Koi no Tsubomi (恋のつぼみ; Bud of Love)
10. Sweet Love…
11. Wind
Encore
12. Freaky
13. Girls
14. Through the sky

## Rànquing
Rànquing de Vendes d'Oricon (Japó)
| Lliurament           | Rànquings                    | Posició Peak | Primera Setmanes de Vendes | Vendes Totals | Temps al Rànquing |
| -------------------- | ---------------------------- | ------------ | -------------------------- | ------------- | ----------------- |
| 30 de gener del 2008 | Oricon Daily Charts          | 1            |                            |               |                   |
| 30 de gener del 2008 | Rànquings Setmanals d'Oricon | 1            | 421,302                    | 612,223       | 32 weeks          |
| 30 de gener del 2008 | Rànquings Mensuals d'Oricon  | 1            |                            |               |                   |
| 30 de gener del 2008 | Rànquings Anuals d'Oricon    | 13           |                            |               |                   |

## Senzills
| Date                    | Títol        | Posició Peak | Setmanes    | Vendes  |
| ----------------------- | ------------ | ------------ | ----------- | ------- |
| 14 de març del 2007     | "But/Aishō"  | 2            | 14 setmanes | 128,781 |
| 27 de juny del 2007     | "Freaky"     | 1            | 15 setmanes | 195,322 |
| 19 de setembre del 2007 | "Ai no Uta"  | 2            | 20 setmanes | 134,831 |
| 14 novembre 2007        | "Last Angel" | 3            | 12 setmanes | 89,620  |
| 23 de gener del 2008    | "Anytime"    | 4            | 3 setmanes  | 53,189  |